# Château de Theyrargues
Le château de Theyrargues est un château situé sur la commune de Rivières en France.
Les façades et la couverture de la tour est font l’objet d’une inscription au titre des monuments historiques depuis le 19 avril 1974.

## Histoire
À l'origine il s'agit d'un château fort dont on voit encore les tours crénelées. Puis la demeure connait de multiples modifications pour devenir une résidence de plaisance.
Aujourd'hui c'est une propriété privée qui appartient toujours à la même famille.